# Pandanus brachycarpus
Pandanus brachycarpus är en enhjärtbladig växtart som beskrevs av Ugolino Martelli. Pandanus brachycarpus ingår i släktet Pandanus och familjen Pandanaceae.
Artens utbredningsområde är Tubuaiöarna. Inga underarter finns listade.